# 중앙전파관리소
중앙전파관리소(中央電波管理所, Central Radio Management Service, CRMS)는 전파감시, 불법무선국 조사·단속 등 대한민국의 전파를 관리하고 방송·통신 환경을 지켜온 국가기관으로 과학기술정보통신부의 소속기관이다. 1947년 6월 1일 발족하였으며, 서울특별시 송파구 송파대로 234에 위치하고 있다. 소장은 고위공무원단 나등급에 속하는 일반직공무원으로 보한다.

## 설치 근거 및 소관 업무

### 설치 근거
- 「과학기술정보통신부와 그 소속기관 직제」 제2조제1항[4]

### 소관 업무
- 전파의 일반감시 및 기술기준 위반 감시
- 전파의 특별감시, 위성전파의 감시·운용 및 관리
- 무선국 및 전파응용설비의 허가·검사 및 행정처분
- 전파환경 보호 및 측정
- 방송수신 장애의 조사·처리 및 주파수 이용현황의 조사
- 불법전파 설비의 조사·단속 및 혼신조사·처리
- 「방송법」 제83조제1항제1호에 따른 방송사업자의 방송프로그램 편성비율과 관련된 「방송법」 위반에 관한 업무
- 불법 방송통신기자재 및 불법감청설비 조사·단속
- 전송망 사업의 등록 및 전송·선로설비 적합성의 확인
- 방송통신설비의 기술기준에 관한 적합성 조사
- 「방송통신발전 기본법」 제35조제1항에 따른 주요방송통신사업자의 방송통신설비 설치지역·사업장 등에 대한 출입 및 지도·점검

## 연혁
- 1947년 6월: 체신부 전무국 광장분실 설치.[5]
- 1949년 11월: 서울, 부산, 광주 전파감시국 설치.[6]
- 1964년 10월: 강릉전파감시국 설치.[7]
- 1979년 9월: 전파관리국 소속으로 전파통제소를 설치.[8]
- 1980년 8월: 전파감시국을 전파감리국으로 명칭 변경.[9]
- 1982년 1월: 체신부 소속 전파통제국으로 개편.[10]
- 1983년 12월: 중앙전파감시소로 개편.[11]
- 1987년 12월: 중앙전파관리소로 개편.[12]
- 1994년 12월: 정보통신부 소속으로 변경.[13]
- 2002년 8월: 위성전파감시센터 설치.[14]
- 2008년 2월: 방송통신위원회 소속으로 변경.[15]
- 2013년 3월: 미래창조과학부 소속으로 변경.[16]
- 2017년 7월: 과학기술정보통신부 소속으로 변경.[17]

## 조직

### 소장
| - 지원과 - 전파계획과 - 전파관제과 - 전파관리과 - 전파보호과 | - 위성전파감시센터 - 서울전파관리소 - 부산전파관리소 - 광주전파관리소 - 대전전파관리소 - 대구전파관리소 - 강릉전파관리소 - 전주전파관리소 - 제주전파관리소 - 청주전파관리소 - 울산전파관리소 |

## 기관별 관할구역
| 기관명           | 관할구역                                                                   |
| ---------------- | -------------------------------------------------------------------------- |
| 중앙전파관리소   | 전국                                                                       |
| 위성전파감시센터 | 동경 55도(인도양 세이셀 제도) ~ 서경 160도(태평양 하와이 섬) 상공의 위성망 |
| 서울전파관리소   | 서울특별시, 경기도, 인천광역시                                             |
| 부산전파관리소   | 부산광역시, 경상남도                                                       |
| 광주전파관리소   | 광주광역시, 전라남도                                                       |
| 대전전파관리소   | 대전광역시, 충청남도, 세종특별자치시                                       |
| 대구전파관리소   | 대구광역시, 경상북도                                                       |
| 강릉전파관리소   | 강원도                                                                     |
| 전주전파관리소   | 전라북도                                                                   |
| 제주전파관리소   | 제주특별자치도                                                             |
| 청주전파관리소   | 충청북도                                                                   |
| 울산전파관리소   | 울산광역시                                                                 |

## 같이 보기
- 과학기술정보통신부
- 국립전파연구원